# Ranunculus balkharicus
Ranunculus balkharicus är en ranunkelväxtart som beskrevs av Nikolaj Adolfovitj Busj. Ranunculus balkharicus ingår i släktet ranunkler, och familjen ranunkelväxter. Inga underarter finns listade i Catalogue of Life.